# Киабу, Мусса
Мусса Киабу (фр. Moussa Kyabou; род. 18 апреля 1998, Бамако) — малийский футболист, полузащитник клуба «Шериф». Выступал в национальной сборной Мали.

## Клубная карьера
Воспитанник клуба «Кита». 15 марта 2021 года перешёл на правах аренды в тираспольский «Шериф». Дебют в чемпионате Молдавии состоялся 11 апреля 2021 года в игре против «Дачии» из Буюканя (4:0). Вместе с командой завоевал золотые медали молдавского чемпионата сезона 2020/21 и дошёл до финала Кубка. Летом 2021 года впервые в истории «Шерифа» и молдавского футбола команда добилась выхода в групповой этап Лиги чемпионов УЕФА.

## Карьера в сборной
В составе национальной сборной Мали дебютировал 27 июля 2019 года в матче квалификации на чемпионат африканских наций 2020 года против Гвинеи-Бисау (4:0). Зимой 2021 года главный тренер малийской команды Ноухоум Диане вызвал Киабу на чемпионат африканских наций 2020, который состоялся в Камеруне. В поединке против хозяев турнира — сборной Камеруна (1:1), Киабу был признан лучшим игроком матча. По итогам турнира Мали вышло в финал, где уступило Марокко (0:2), а Киабу сыграл во всех шести матчах.

## Достижения
«Шериф»
- Чемпион Молдавии (3): 2020/21, 2021/22, 2022/23
- Обладатель Кубка Молдавии (2): 2021/22, 2022/23

Сборная Мали
- Финалист чемпионата африканских наций: 2020

## Статистика
| Клуб  | Сезон   | Лига               | Лига  | Лига | Кубок | Кубок | Континент. | Континент. |
| Клуб  | Сезон   | Дивизион           | Матчи | Лиги | Матчи | Лиги  | Матчи      | Лиги       |
| ----- | ------- | ------------------ | ----- | ---- | ----- | ----- | ---------- | ---------- |
| Шериф | 2020/21 | Чемпионат Молдавии | 8     | 0    | 3     | 0     |            |            |
| Шериф | 2021/22 | Чемпионат Молдавии | 0     | 0    |       |       | 3          | 0          |